# 백읍고

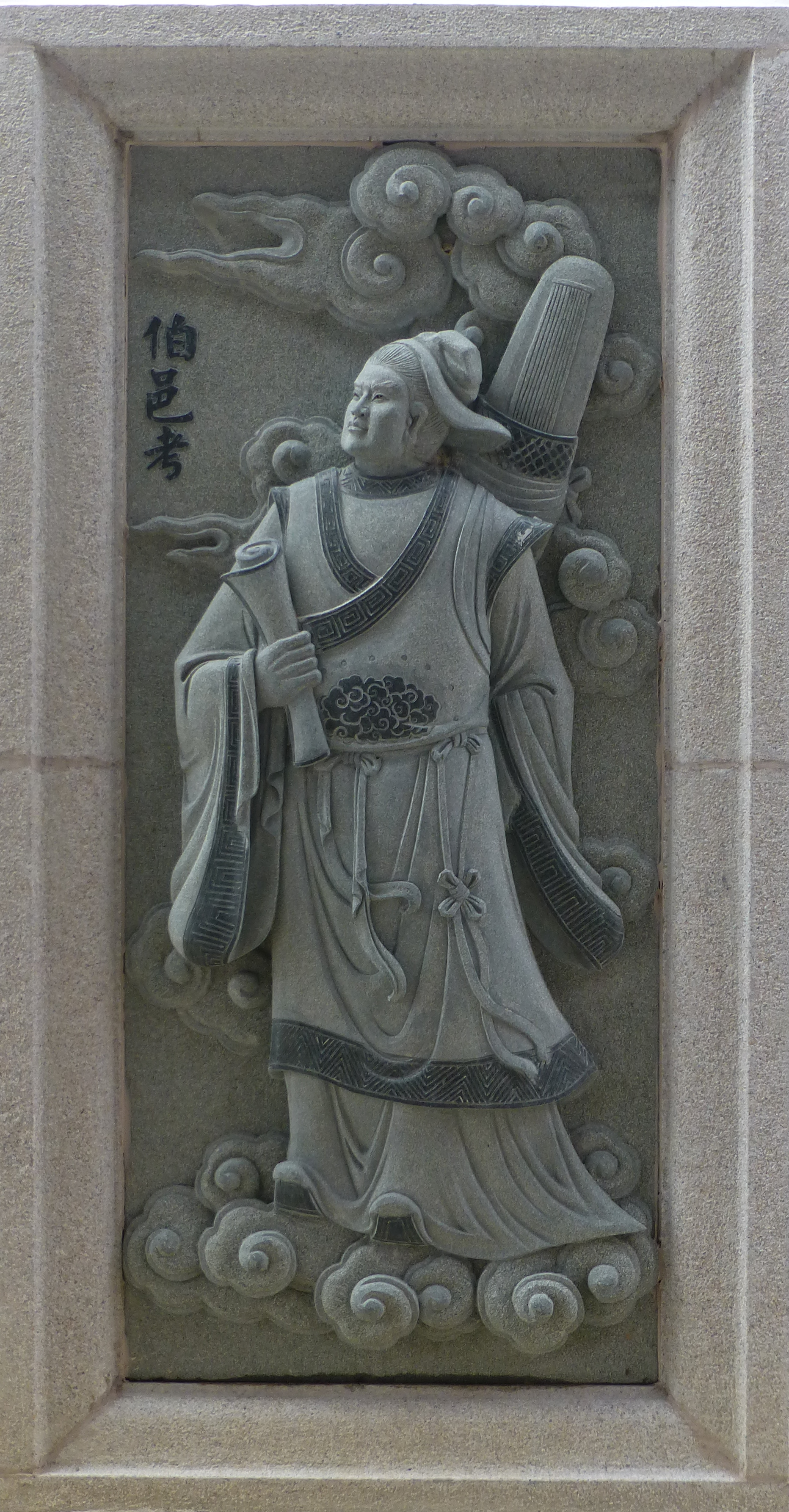

백읍고(伯邑考,?~?)는 은나라 말기 때 기원전 12세기 문왕(文王)인 희창(姬昌)의 아들이자 무왕(武王)의 형이다. 성은 희(姬), 이름은 읍고(邑考)이며, 백(伯)은 문왕의 직위인 서백(西伯)에서 유래했다.
주왕(紂王)에 의해 능지(凌遲)형을 선고 받았으며, 아버지 희창보다 먼저 죽었기 때문에 동생인 희발(姬發)이 부친의 지위를 계승해 무왕이 되었다.

## 정사

### 사기 관체세가
武王同母兄弟十人。母曰太姒，文王正妃也。其长子曰伯邑考，次曰武王发，次曰管叔鲜，次曰周公旦，次曰蔡叔度，次曰曹叔振铎，次曰成叔武，次曰霍叔处，次曰康叔封，次曰厓季载。厓季载最少。同母昆弟十人，唯发、旦贤，左右辅文王，故文王舍伯邑考而以发为太子。及文王崩而发立，是为武王。伯邑考既已前卒矣。— 《史记·管蔡世家》卷三十五 管蔡世家 第五

## 가계
- 조부 : 계력(季歷)
- 조모 : 태임(太任)
  - 부왕: 주 문왕(周 文王)
  - 모후 : 태사(太姒)
    - 문신 : 백읍고(伯邑考)
    - 부인 : 미상(美詳)[1]

## 대중매체

### 봉신연의
희창(姬昌)의 아들들 중 장남이자 가장 뛰어난 능력을 가졌으며, 음악과 예술에 능하고 준수한 외모를 보유했으며 효성이 깊었다. 아버지 희창이 주왕(紂王)을 알현하러 갈 때 서기(西岐,지금의 산시성(陕西省) 치산현(岐山县))의 성주를 맡  았으며, 희창이 유리(羑里)에 유폐되자 희창을 구하기 위해 주왕을 알현해 공물을 바쳤다.
하지만 그 과정에서 주왕의 첩인 달기(妲己)의 눈에 들었고, 달기는 백읍고에게 고금(古琴)을 가르쳐달라고 부탁하면서 백읍고를 유혹하려 했다. 하지만 백읍고는 유혹에 넘어가지 않았고, 오히려 달기를 능멸해 달기의 분노를 샀다. 결국 달기는 백읍고가 주왕에게 헌상한 원숭이 백면원후(白面猿猴)가 자신을 덮친 것을 핑계 삼아 주왕에게 백읍고가 자신을 해하려 했다는 거짓 증언을 했고, 백읍고는 분노한 주왕에 의해 죽음을 당하고 그 시체는 육병(肉餠)으로 만들어져 아버지 희창에게 보내졌다. 역경(易經)에 통달했던 희창은 백읍고의 운명을 미리 알고 있었으나, 살아남기 위해서 어쩔 수 없이 백읍고의 시체로 만들어진 육병을 모두 먹었다. 희창이 풀려나 서기에 도착한 이후에 자신이 먹었던 육병을 모두 토해내었으며, 이것들이 흰토끼로 변했다고 한다.
봉신계획이 끝난 이후 강자아는 백읍고를 오두정신(五斗正神) 중 하나인 중천북극자미대제(中天北極紫薇大帝)에 임명했다.